# Peći (samhälle i Bosnien och Hercegovina, Federationen Bosnien och Hercegovina, lat 44,24, long 16,31)
Peći är ett samhälle i Bosnien och Hercegovina.   Det ligger i entiteten Federationen Bosnien och Hercegovina, i den västra delen av landet, 170 km väster om huvudstaden Sarajevo. Peći ligger 809 meter över havet och antalet invånare är 222.
Terrängen runt Peći är varierad. Närmaste större samhälle är Bosansko Grahovo, 7,8 km sydost om Peći. 
Omgivningarna runt Peći är en mosaik av jordbruksmark och naturlig växtlighet. Runt Peći är det ganska tätbefolkat, med 93 invånare per kvadratkilometer.